# Анета Германова
Анета Германова (3 січня 1975, Пловдив, Болгарія) — болгарська волейболістка. Гравець національної збірної. Бронзова медалістка чемпіонату Європи.

## Із біографії
У складі національної збірної Болгарії виступала на двох чемпіонатах світу (1998, 2002) і двох чемпіонатах Європи (2001, 2009).

## Клуби
| Роки      | Команди                     |
| --------- | --------------------------- |
|           | «Мариця» (Пловдив)          |
|           | «Левські» (Софія)           |
| 1999—2002 | «Романеллі» (Флоренція)     |
| 2002—2003 | «Фігурела» (Флоренція)      |
| 2003—2004 | «Скаволіні» (Пезаро)        |
| 2004—2005 | «Тюрк Телеком» (Анкара)     |
| 2005—2006 | «Сансе» (Мадрид)            |
| 2006—2007 | «Університет» (Валенсія)    |
| 2006—2007 | «Олімпіакос» (Пірей)        |
| 2007—2008 | «Інфотел Банка» (Форлі)     |
| 2008—2009 | «Робур Тібоні» (Урбіно)     |
| 2009—2010 | «Іллер Банкаші» (Анкара)    |
| 2010—2011 | «Єшилюрт» (Стамбул)         |
| 2012—2013 | АЕК (Ларнака)               |
| 2013—2014 | «Аполон» (Лімасол)          |
| 2014—2015 | «Динамо Ромрест» (Бухарест) |

## Досягнення
- Бронзовий призер чемпіонату Європи (1): 2001
- Чемпіон Кіпру (1): 2014
- Володар Кубка Кіпру (1): 2014